# Anthophora kneuckeri
Anthophora kneuckeri là một loài Hymenoptera trong họ Apidae. Loài này được Alfken mô tả khoa học năm 1938.